# Stade Régional Saifoullaye Diallo
Stade Régional Saifoullaye Diallo - to wielofunkcyjny stadion w Labé w Gwinei. Jest obecnie używany głównie dla meczów piłki nożnej, na poziomie klubowym przez Fello Star ligi Guinée Championnat National. Stadion ma pojemność 5000 widzów.